# Эль-Карьятайн
Эль-Карьятайн, Эль-Карьятейн (араб. القريتين‎) — город на западе Сирии, расположенный на территории мухафазы Хомс. Входит в состав района Хомс.

## История
Город был известен уже в эпоху Римской империи. До прихода арабов-мусульман входил в сферу влияния Гасанидов. В 634 году, во время арабского завоевания Сирии, жители Эль-Карьятейна оказали сопротивление армии халифа Халида ибн аль-Валида, но были разбиты, после чего город был захвачен и разграблен. В период правления халифа Абд аль-Малик, его сын аль-Валид использовал Эль-Карьятейн, а также соседние города в качестве базы для возглавляемых им военных походов. Географ и путешественник Якут аль-Хамави, посетивший Эль-Карьятейн в начале XIII века, описывал его как большую деревню, жители которой исповедовали христианство. В 1260 году город был захвачен монголами, которые в том же году были изгнаны оттуда мамлюками.

## Географическое положение
Город находится в юго-западной части мухафазы, в оазисе посреди Сирийской пустыни, на высоте 754 метров над уровнем моря.

Эль-Карьятейн расположен на расстоянии приблизительно 67 километров к юго-востоку от Хомса, административного центра провинции и на расстоянии 110 километров к северо-востоку от Дамаска, столицы страны.

## Демография
По оценочным данным 2013 года численность населения составляла 37 820 человек.
Динамика численности населения города по годам:
| 2003   | 2013   |
| ------ | ------ |
| 29 978 | 37 820 |